# Физичка активност
Физичка активност дефинише се као било који покрет тела који су произвели скелетни мишићи и који захтевају потрошњу енергије. Физичка активност обухвата све активности, било ког интензитета, обављене у току 24 сата. Физичка активност укључује вежбе као и случајне активности интегрисане у дневне активности. Ове интегрисане активности не морају бити планиране, структурисане, понављане или намењене за побољшање кондиције, а могу укључивати и активности попут ходања до локалне трговине, чишћење, активни превоз итд.